# 殲滅戰理論
殲滅戰理論（德語：Vernichtungsgedanke）為普魯士的一種軍事理論。本理論的起源可追溯自腓特烈大帝時期，由於普魯士位置處於歐洲大陸之中心，強敵環伺，且並無有著英國海島環境可守、俄羅斯廣闊幅員可退等進行持久戰的條件，故為了防止眾敵集結起來對付普魯士，其軍事思想轉化為使國家全無後顧之憂、免除戰事陷入僵局，且盡可能只一次僅面對單一戰爭的作法，即遂行將敵人軍事力量徹底消滅的「殲滅戰」。為執行殲滅戰，普魯士軍對其部隊進行了非常嚴格的訓練與指揮管理，在著名軍事思想家卡爾·馮·克勞塞維茨的著作《戰爭論》中亦可看到相當的殲滅戰理論。
殲滅戰的應用可於普魯士數次戰爭中見得，諸如奧地利王位繼承戰爭、七年戰爭、拿破崙戰爭、普奧戰爭和普法戰爭皆有所為。然而隨著軍事科技之進步，到了第一次世界大戰時防守火力遠較進攻火力強大許多，尤其是機關槍或是長距離火砲等武器。繼承普魯士的德意志帝國在戰爭爆發前就已擬定了典型殲滅戰的《施里芬計畫》，在戰爭爆發後初期便以相當驚人的速度快速進擊，兵臨法國首都巴黎鄰近的馬恩河之下，之後德軍被迅速集結而來的英法聯軍合防，這場「馬恩河奇蹟」即以德軍的失敗坐收。隨後，德軍一直嘗試聯軍的防守，以進行包圍殲滅戰，但不斷被圍堵，最終形成西線的壕溝戰僵局，令德軍無從執行大規模的殲滅戰，最終在1918年發動「皇帝會戰」失敗後，德軍西線崩潰而戰敗。
到了1939年，戰車與飛機等新武器使攻擊方火力再度上升，德軍在戰間期時對其失敗原因進行分析檢討，將新武器結合其舊有的軍事理論，包括殲滅戰、機動戰與側翼打擊等，形成一種新式的戰爭學說，西方盟國將其稱之「閃擊戰」。1939年9月的波蘭戰役、1940年的法國戰役、1941年的巴巴羅薩行動和1943年的衛城作戰皆是德軍融入殲滅戰思想而策劃的軍事行動。